# کلمب اشنک
کُلمب اِشنک (به فرانسوی: Colombe Schneck) زادهٔ ۹ ژوئن ۱۹۶۶ در پاریس، نویسنده و روزنامه‌نگار زن فرانسوی است.

## زندگی‌نامه
کُلُمب اِشنک در ۹ ژوئن ۱۹۶۶ در شهر پاریس متولد شد. مادربزرگ او که اصالتاً اهل لیتوانی بوده‌است، در ۱۹۲۴ برای تحصیل به فرانسه می‌آید و با پزشکی یهودی و روس‌تبار ازدواج می‌کند. کُلمب اِشنک دانش‌آموختهٔ مؤسسه مطالعات سیاسی پاریس (به فرانسوی: Institut d'études politiques de Paris) است که معمولاً با عنوان مختصر «سیانس‌پو» (به فرانسوی: Sciences Po) از آن یاد می‌شود. او همچنین دوره‌های روزنامه‌نگاری را مدرسهٔ عالی روزنامه‌نگاری آلزاس گذرانده‌است.
انتشار کتاب زن سلبریتی (Une Femme célèbre) در سال ۲۰۱۰ کلمب اشنک را بیش از پیش به شهرت رساند. این کتاب که در همان سال، علاوه برگزیده شدن در جایزه انترالیه و جایزه ادبی فلور، جایزه آنا دو نوآی» (Prix Anna-de-Noailles) را از طرف فرهنگستان فرانسه برایش به ارمغان آورد، در واقع به شرح گوشه‌هایی از زندگی پر فراز و نشیب دنیز گلازر، مجری سرشناس فرانسوی اختصاص دارد.
اشنک در ۲۰۱۸ با انتشار رمان جنگهای پدرم (Les Guerres de mon père)، برندهٔ جایزه ادبی مارسل پانیول نیز شده‌است.

## ترجمه به فارسی
- زن سلبریتی (به فرانسوی: Une femme célèbre)، تهران: نشر قطره، 1401.[۱]